# 家族の神話
『家族の神話』（かぞくのしんわ）は、阿久悠の小説および、それを原作としたテレビドラマ。単行本はテレビドラマ化放映から2年後の1984年9月に講談社より出版された（ISBN 9784061833234）。

## 概要・ストーリー
野々村佳世は鎌倉にあるスペイン料理店「ガスパチョ」の主人。かつてはテレビ局の看板プロデューサーの愛刀秀三が夫であったが、仕事が多忙な上に他の女との情事もあったことに佳世は嫌気が差し、12年前に離婚、以来一人息子の英を女手ひとつで育てて来た。その英も高校三年生になり、母・佳世にも女を感じる年頃になっていた一方で、コック長の笹田に別れた父親の姿を重ね合わせて見ることもあった。ある日の朝、海岸沿いの道を走っていた英はポルシェ・924と接触し軽い打撲を負うが、そのポルシェに乗っていた阿南亜紗子に英は一目で惹かれる。またある日、英の友人のオートバイが亜紗子の車に接触したこともあって、英は亜紗子と再会。亜紗子に次第に惹かれていった英は関係を持つまでの仲になっていく。佳世はそのことを知って、まるで愛人を取られたような感情になるが、その佳世も偶然知り合った歯科医の磯上に食事に誘われた。そんな時に、英は別れた父・秀三と再会する機会を持つ…。
親子の関係が離婚によって分かれた時、子供と母、父の関係はどうなるか、家族の絆とは何かなどを、高校生の英の人との出会いと成長を絡めて描いた。
原作者の阿久悠は「家族はサヤエンドウのようなものだが、この作品では豆がサヤにどう収まるかだけではなく、個々の人物のあり方を特に描いた」と言ったことを本作について語っている。

## テレビドラマ
本作を原作としたテレビドラマは、毎日放送（MBS）・TBS系列の「木曜座」（毎週木曜日22:00 - 22:55）の枠で、1982年（昭和57年）6月3日から同年8月19日まで放送。全12話。

### キャスト
- 野々村佳世：八千草薫
- 愛刀秀三：津川雅彦
- 笹田：中尾彬 - 「ガスパチョ」のコック長
- 朝倉涼子：加賀まりこ - 秀三の愛人
- 野々村英：清水善三
- 阿南亜紗子：中山貴美子
- 阿南国行：内田朝雄 - 亜紗子の祖父で、阿南コンツェルン会長
- 阿南頼子：小山明子 - 国行の後妻
- 磯上（歯科医）：谷啓
- まゆみ：高沢順子
- 鴨田（英の悪友）：宮田州
- 渥美国泰
- 小坂一也
- 横山道代
- 阪本良介

### スタッフ
- 原作：阿久悠
- 脚本：宮内婦貴子
- 演出：鈴木晴之
- 制作：オフィス21、毎日放送

### 主題歌
『家族の神話』 歌：井上大輔 （作詞：阿久悠、作曲・編曲：井上大輔）

## 備考
1981年の秋初めに東映が、主演・沖田浩之で映画化を決め、真田広之主演の『燃える勇者』との二本立てで1982年正月第一弾映画（実際の封切は1981年12月）として製作を決定したと報じられたが、『セーラー服と機関銃』の配給が東宝から東映に変更された影響を受け製作が中止された。東映東京撮影所に準備稿が保管されている。